# پی² کبوتر

صورت فلکی کبوتر

پی² کبوتر یک ستاره است که در صورت فلکی کبوتر قرار دارد.